# Seals & Crofts
Seals en Crofts was een Amerikaans softrock-duo, bestaande uit Jim Seals en Darrell 'Dash' Crofts.

## Geschiedenis
James Eugene Seals (17 oktober 1941 - 6 juni 2022) en Darrell George Crofts (1940) maakten al muziek midden jaren 1950 in Texas bij verschillende formaties, voordat ze in 1958 bij de band The Champs kwamen, die net een grote hit hadden met Tequila. Deze band werd in 1966 ontbonden. Crofts ging terug naar Texas en Seals formeerde de band The Dawnbreakers, die echter geen successen kon boeken.
Begin jaren 1970 vormden ze weer een duo en in de herfst van 1972 hadden ze hun eerste hitnotering met Summer Breeze. Er volgden diverse hits tot 1978 in de stijl van Crosby, Stills & Nash en America, ten gehore gebracht met tweestemmige zang en meestal schaars geïnstrumentaliseerd. Seals speelde gitaar, saxofoon en viool en Crofts speelde gitaar en mandoline. Bij hun song Get Closer (1976) zong Carolyn Willis, die eerder succesvol was met de band Honey Cone.
Daarna raakten ze hun platencontract kwijt bij Warner Bros. Records en trokken ze zich een tijdje terug uit de muziekbusiness. Beiden bekeerden zich tot de bahai-religie en stelden zich in dienst daarvan. Deze religie vond men ook terug in hun songs. 
Crofts woonde in Mexico, Australië en Nashville, waar hij later countrymuziek maakte en daarmee enkele hitsingles had. Seals ging naar Costa Rica en woont daar sinds 1980 op een koffieboerderij.
In 2003 kwamen beiden weer samen voor een comeback en brachten ze na meer dan 20 jaar het eerste album uit. Een uitgebreide tournee door de Verenigde Staten volgde in 2004 en 2005.
Seals overleed op 6 juni 2022 op 80-jarige leeftijd.

## Discografie

### Singles
- 1972: Summer Breeze (#6)
- 1972: Hummingbird (#20)
- 1973: Diamond Girl (#6)
- 1973: We May Never Pass This Way Again (#21)
- 1974: Unborn Child (#66)
- 1975: I'll Play For You (#30)
- 1976: Get Closer (#6)
- 1977: My Fair Share (#28)
- 1978: You're the Love (#18)

### Albums
- 1969: Seals & Crofts
- 1970: Down Home
- 1971: Year of Sunday
- 1972: Summer Breeze
- 1973: Diamond Girl
- 1974: I And II
- 1974: Unborn Child
- 1975: I'll Play For You
- 1975: Greatest Hits
- 1976: Get Closer
- 1976: Sudan Village (live)
- 1977: One On One (soundtrack)
- 1978: Takin' It Easy
- 1979: Collection
- 1980: The Longest Road
- 1980: Lote Tree
- 2003: Traces